# Мерджинень (Брашов)
Мерджинень, Мерджинені (рум. Mărgineni) — село у повіті Брашов в Румунії. Входить до складу комуни Хирсень.
Село розташоване на відстані 165 км на північний захід від Бухареста, 44 км на захід від Брашова.

## Населення
За даними перепису населення 2002 року у селі проживала 291 особа, усі — румуни. Усі жителі села рідною мовою назвали румунську.